# Themistokles
Themistokles (græsk: Θεμιστοκλῆς) (ca. 525 f.Kr. – 459 f.Kr.) var en af de vigtigste ledere i det athenske demokrati under Perserkrigene. Han deltog i slaget ved Marathon, 490 f.Kr., men han er mest kendt for sejren over Persien i slaget ved Salamis, 480 f.Kr. Med tiden mistede folket dog tilliden til ham, og han endte med at blive ostrakiseret (landsforvist), formentlig i 471 f.Kr. Han drog så til Perserrigets hovedstad Susa, hvor han blev vel modtaget af sin tidligere fjende kong Artaxerxes I, og han blev af ham gjort til satrap (guvernør) i Magnesia og Lampsakos.
Vores vigtigste kilder til Themistokles' liv er Cornelius Nepos' og Plutarchs biografier af ham samt Herodots og Thukydids historieværker.
- Wikimedia Commons har flere filer relateret til Themistokles

| Biografi | Spire Denne biografi er en spire som bør udbygges. Du er velkommen til at hjælpe Wikipedia ved at udvide den. |

1. 1 2  Navnet er anført på bokmål og stammer fra Wikidata hvor navnet endnu ikke findes på dansk.
2. ↑  Navnet er anført på engelsk og stammer fra Wikidata hvor navnet endnu ikke findes på dansk.
3. ↑  Navnet er anført på engelsk og stammer fra Wikidata hvor navnet endnu ikke findes på dansk.
4. ↑  Navnet er anført på engelsk og stammer fra Wikidata hvor navnet endnu ikke findes på dansk.
5. ↑  Navnet er anført på engelsk og stammer fra Wikidata hvor navnet endnu ikke findes på dansk.